# Morrano

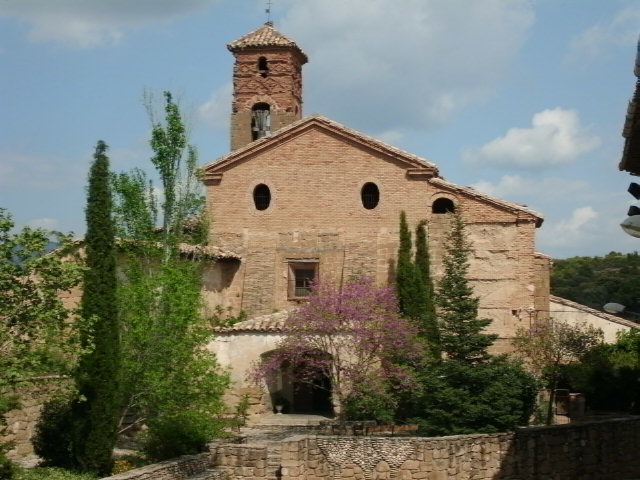
Église du Morrano avec art roman et art mudéjar.

Morrano est un village, de la municipalité de Bierge, de la comarque de Somontano de Barbastro, dans la province de Huesca, dans la communauté autonome d'Aragon en Espagne. En 2010, le village comptait 46 habitants.
Le village est au nord-ouest de la comarque de Somontano de Barbastro et l'altitude moyenne de la ville est de 640 m, près de la rivière Alcanadre et la forêt de pins, aux portes du Parc naturel de la Sierra et des gorges de Guara.

## Histoire
- En 1097 Pierre, évêque de Huesca, a donné le monastère de S. Ponce de Turners églises du Labatella, Morrano, Yaso et Panzano. In 1213, Morrano est une ville.

## Démographie
| 1900 | 1950 | 1981 | 2001 | 2004 | 2006 | 2008 | 2010 |
| ---- | ---- | ---- | ---- | ---- | ---- | ---- | ---- |
| 319  | 228  | 96   | 51   | 48   | 48   | 47   | 46   |

## Lieux et monuments

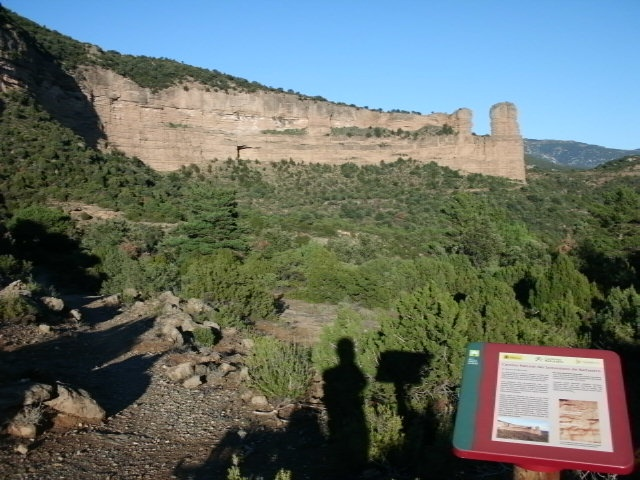
Le Peña Falconera ou le huevo du Morrano.

- L'église paroissiale dédiée à Saint-Pierre Apôtre d'origine romane mais avec plusieurs réformes dans les XVIIe et XVIIIe siècles.
- Hôtel de ville de 1733.
- Futur musée consacré aux oiseaux[1].
- Ermitage de Saint-Martín.
- La "Peña Falconera", est une formation  géologique.